# Список глав манги «Хикару и Го»
Манга Hikaru no Go выпускалась в Японии издательством Shueisha в Weekly Shonen Jump с 30 апреля 1999 по 4 сентября 2003 года. По ней был выпущен 75-серийный аниме-сериал и 77-минутная OVA.
| № | Заглавие                                       | Издание в Японии                       | Издание на русском |
| --- | ---------------------------------------------- | -------------------------------------- | ------------------ |
| 01. | Появление Великого мастера го                  | 30 апреля 1999 ISBN 978-4-08-872717-2  |                    |
| - Игра 01: «Появление Великого мастера го» - Игра 02: «Недостижимая высота» - Игра 03: «Вопрос „жизни и смерти“» - Игра 04: «Непростительное оскорбление» - Игра 05: «Акира показывает клыки» - Игра 06: «Решающий удар» - Игра 07: «Три задачи по го» |                                                |                                        |                    |
| Хикару Синдо имеет склонность к выходкам. Однажды, забравшись на дедовский чердак, он находит старый окровавленный гобан — и тогда начинается самое интересное. В гобане обитал Фудзивара-но-Сай, призрак древнего игрока в го, который был учителем императора Японии много веков назад. Сай становится частью сознания Хикару и по прежнему хочет играть в го. Но мальчик не интересуется го, но зато у него проблемы с историей. Они заключают сделку: Хикару иногда будет позволять Саю играть, а Сай поможет Хикару с историей. Трудности появляются во время первой же игры против деда, так как Хикару совершенно не знает названий ходов и не понимает, куда ставить камни. Тогда Синдо решает походить на уроки по го и выучить хотя бы основы. Однажды Хикару и Сай заходят в один клуб го и встречают мальчика, ровесника Синдо, Тою Акира, гениального ребёнка. Сын Тои Мэйдзина, Акира занимается го с двух лет и даже даёт обучающие партии взрослым игрокам. Тоя ошеломлён проигрышу ребёнку, который не умеет даже правильно ставить камни на гобан и по его словам никогда ни с кем не игравшему. После детского турнира по го, на котором побывали Хикару и Сай и из которого их выгнали из-за неуместного комментария последнего, Тоя находит Синдо и требует сыграть с ним ещё раз, но на этот раз терпит сокрушительное поражение. Сам Хикару удивлён серьёзным отношением Акиры к игре, так как сам считает игру скучной и неинтересной. Вскоре Синдо встречается с самим Мэйдзином и даже начинает с ним партию. Сай счастлив играть со столь сильным игроком, а у Хикару впервые появляется желание играть самостоятельно. После того как Хикару убегает, не доиграв партию, его находит Акари и приглашает пойти с ней на школьный фестиваль. На фестивале Хикару и Сай встречают Цуцуи и Когу, который негативно отзывается о го и Тое Акире. |                                                |                                        |                    |
| 02. | Первая битва                                   | 4 августа 1999 ISBN 978-4-08-872751-6  |                    |
| - Игра 08: «Неужели я проиграю?» - Игра 09: «Команда» - Игра 10: «Начало» - Игра 11: «Стимул» - Игра 12: «Первый шаг» - Игра 13: «С тобой я играть не могу» - Игра 14: «Лучший из лучших» - Игра 15: «Манэго» - Игра 16: «Заговор дождливого дня» |                                                |                                        |                    |
| Синдо, которому не понравились слова Коги о Тое, и Кога, которого слова Синдо задели за живое, ругаются и решают урегулировать конфликт партией в го. После игры Кога говорит, что у них теперь есть третий член команды для участия на турнире в школе Кайо. Он сам — первая доска, Цуцуи — вторая и Хикару как самый младший — третья. В школу Кайо Хикару приходит первым. Объясняя Саю правила командной игры, Хикару к ужасу Сая говорит, что собирается играть сам. Прячась от знакомого и скучая герои смотрят партию игроков. Когда один из них случайно смахивает камни с гобана, Хикару помогает им восстановить всю игру с первого хода. Сай, который естественно все видел, наконец, понимает почему возродился в сознании Хикару. Ведь мальчик только начал изучать основы игры и даже еще не научился правильно держать камни. Наконец, турнир начался. Кога быстро победил своего соперника и решил посмотреть, как дела у Хикару, и был в ужасе от его бездарной игры. Сай был с ним полностью согласен. Хикару ожидаемо проиграл, а вот Цуцуи победил. Во втором туре Кога опять победил, Цуцуи проиграл и Хикару тоже ждало поражение. Тогда Кога «навешал Синдо лапшу на уши» и Хикару, зная что не сможет победить самостоятельно, попросил помощи у Сая и ему было очень больно. Это было рождение игрока Хикару. А в это время в школу пришел Акира, которого как будущего абитуриента пригласил директор школы. Акира становится свидетелем игры Хикару, фактически Сая, против Кайо, во время которой Сай дает Хикару первый урок игры в го. Школа Хадзэ победила и тут знакомый Синдо узнает его. Хадзэ дисквалифицировали и Кайо объявлены победителями. Тоя говорит Хикару как ему обидно, что не он играл с ним. Хикару же думает, что взгляд Тои устремлен на Сая и Акира сделает все возможное, чтобы достичь его уровня, а он, Хикару, остался далеко позади их обоих. Весной Хикару и Акари поступают в школу Хадзэ, создают свой клуб го и собираются готовиться к следующему турниру, но им не хватает третьего игрока. Тоя же поступает в школу Кайо. Однажды он приходит в Хадзе, чтобы спросить Хикару, почему он не приходит в клуб го, где они играли. Синдо же отвечает, что очень занят в школьном клубе и что ему надо готовиться к следующему турниру. Тогда Акира решает тоже вступить в школьный клуб Кайо, игроки в клубе очень недовольны этим фактом. Не в состоянии победить честно, трое из них придумывают план, как заставить Тою проиграть. |                                                |                                        |                    |
| 03. | Разминка перед боем                            | 4 октября 1999 ISBN 978-4-08-872777-6  |                    |
| - Игра 17: «Убирайся из нашего клуба го!» - Игра 18: «Если бы не ты» - Игра 19: «Игра на 1000 йен» - Игра 20: «Третий игрок» - Игра 21: «Худшее, что можно сделать» - Игра 22: «Хонъимбо Сюсаку» - Игра 23: «Тревога Цуцуи» - Игра 24: «Третий капитан Кайо» - Игра 25: «Предварительная игра» |                                                |                                        |                    |
| Трое членов клуба Кайо, взяв Тою на слабо, заставляют его играть с ними троими вслепую. Это безобразие застаёт старшеклассница и член клуба Юри Хидака. |                                                |                                        |                    |
| 04. | Божественная Иллюзия                           | 2 декабря 1999 ISBN 978-4-08-872800-1  |                    |
| - Игра 26: «Ты играешь с ним» - Игра 27: «Третья доска» - Игра 28: «Божественный ход» - Игра 29: «Зельда» - Игра 30: «Сай» - Игра 31: «Кто такой Сай?» - Игра 32: «Он не Сай» - Игра 33: «Акира» - Игра 34: «Знакомая игра» |                                                |                                        |                    |
| 05. | Начало                                         | 2 февраля 2000 ISBN 978-4-08-872826-1  |                    |
| - Игра 35: «Сай против Акиры» - Игра 36: «Настоящий Сай» - Игра 37: «Второй семестр» - Игра 38: «Тысячелетний эгоизм» - Игра 39: «Я хочу знать, насколько ты силен» - Игра 40: «Начало» - Игра 41: «Клуб го накаляется!» - Игра 42: «Резолюции» - Игра 43: «Ещё один шаг вперёд» |                                                |                                        |                    |
| 06. | Экзамен на инсея                               | 4 апреля 2000 ISBN 978-4-08-872849-0   |                    |
| - Игра 44: «Экзамен на инсея» - Игра 45: «Чёрный кофе» - Игра 46: «Катализатор» - Игра 47: «Комната Юугэн» - Игра 48: «Оудза против Акиры (1)» - Игра 49: «Оудза против Акиры (2)» - Игра 50: «Оудза против Акиры (3)» - Игра 51: «Всё возвращается на место» - Специальный бонус: «Актёры средней школы представляют: Убийство в храме Хоннодзи» |                                                |                                        |                    |
| 07. | Турнир Молодых львов                           | 2 июня 2000 ISBN 978-4-08-872873-5     |                    |
| - Игра 52: «Две учебные группы» - Игра 53: «Тревога» - Игра 54: «Завтра каждый...» - Игра 55: «Добро пожаловать в группу 1» - Игра 56: «Ученик sai» - Игра 57: «И дальше» - Игра 58: «Турнир Молодых Львов» - Игра 59: «Оглянувшийся Тоя» - Игра 60: «Он близится! Экзамен на звание про» |                                                |                                        |                    |
| 08. | Отборочный тур экзамена на Про: День четвёртый | 4 августа 2000 ISBN 978-4-08-872894-0  |                    |
| - Игра 61: «Кувабара Хонъимбо» - Игра 62: «Шанс играть» - Игра 63: «Посмотрите, как далеко я прошёл» - Игра 64: «Отборочный тур экзамена на Про, день первый: Человек с бородой» - Игра 65: «Цель из трёх побед» - Игра 66: «Отборочный тур экзамена на Про: День второй» - Игра 67: «Отборочный тур экзамена на Про: день третий» - Игра 68: «Отборочный тур экзамена на Про: День четвёртый … и тогда …» - Игра 69: «Команда» |                                                |                                        |                    |
| 09. | Экзамен на Про начинается                      | 4 октября 2000 ISBN 978-4-08-873022-6  |                    |
| - Игра 70: «Обучение — это весело!!» - Игра 71: «Ты не должен бить его!» - Игра 72: «Четыре способа бросить вызов» - Игра 73: «Чистая случайность» - Игра 74: «Хон Соён» - Игра 75: «Здесь выиграет только один» - Игра 76: «Моё имя…» - Игра 77: «Экзамен на Про начинается» - Игра 78: «Полоса побед» |                                                |                                        |                    |
| 10. | Линия жизни                                    | 4 декабря 2000 ISBN 978-4-08-873047-9  |                    |
| - Игра 79: «Хикару против Цубаки» - Игра 80: «A Stand-in» - Игра 81: «Важные игры» - Игра 82: «Злополучный момент» - Игра 83: «Недостойная победа» - Игра 84: «Очи против Вая» - Игра 85: «Линия жизни» - Игра 86: «Никогда не знаешь» - Игра 87: «Кто играл чёрными?» |                                                |                                        |                    |
| 11. | Ожесточённые битвы                             | 2 марта 2001 ISBN 978-4-08-873086-8    |                    |
| - Игра 88: «Первый сдавший» - Игра 89: «Всегда вместе» - Игра 90: «Стань про!» - Игра 91: «Я проиграл» - Игра 92: «Победить Синдо» - Игра 93: «Финал про-экзамена» - Игра 94: «Жестокая схватка» - Игра 95: «Второй сдавший» - Игра 96: «Ура!» |                                                |                                        |                    |
| 12. | Выходной день Сая                              | 1 мая 2001 ISBN 978-4-08-873110-0      |                    |
| - Игра 97: «Профессиональны в ожидании» - Игра 98: «Игры начальных данов» - Игра 99: «Я буду играть» - Игра 100: «Долгие раздумья Хикару» - Игра 101: «Невидимая игра» - Игра 102: «Решимость для новой игры» - Игра 103: «Подделка» - Игра 104: «Курата 6 дан» |                                                |                                        |                    |
| 13. | Первый профессиональный матч                   | 3 августа 2001 ISBN 978-4-08-873144-5  |                    |
| - Игра 105: «Первый профессиональный матч» - Игра 106: «Давление» - Игра 107: «Исповедь» - Игра 108: «Вдвоём в больничной палате» - Игра 109: «Тоя Коё» - Игра 110: «Волнение» - Игра 111: «Возвращение Сая» - Игра 112: «Сай против Тоя Коё. Часть I» - Игра 113: «Сай против Тоя Коё. Часть II» |                                                |                                        |                    |
| 14. | Сай против Тоя Коё                             | 4 октября 2001 ISBN 978-4-08-873169-8  |                    |
| - Игра 114: «Сай против Тоя Коё. Часть III» - Игра 115: «Сай против Тоя Коё. Часть IV» - Игра 116: «Тысяча лет» - Игра 117: «Обнаружено» - Игра 118: «Преследуемый» - Игра 119: «Испытание на прочность» - Игра 120: «Бесцветный Го» - Игра 121: «Тоя Коё уходит!» |                                                |                                        |                    |
| 15. | Семинар                                        | 24 декабря 2001 ISBN 978-4-08-873215-2 |                    |
| - Игра 122: «Глупый Хикару» - Игра 123: «Я не хочу исчезать!» - Игра 124: «Семинар» - Игра 125: «Сай исчезает» - Игра 126: «В поисках Сая» - Игра 127: «Лучший игрок го в Хиросиме» - Игра 128: «Последний ключ» - Игра 129: «Вернись!» - Игра 130: «Я больше не буду играть» |                                                |                                        |                    |
| 16. | Китайская Академия Го                          | 4 марта 2002 ISBN 978-4-08-873232-9    |                    |
| - Игра 131: «Китайская Академия Го» - Игра 132: «Лэ Пин» - Игра 133: «Испытание Исуми» - Игра 134: «Совет Ян Хая» - Игра 135: «Исуми против Лэ Пина» - Игра 136: «Пропуски, пропуски…» - Игра 137: «Последний турнир» - Игра 138: «Гость» - Игра 139: «Начиная с этой Игры» |                                                |                                        |                    |
| 17. | Улыбка из прошлого                             | 4 июня 2002 ISBN 978-4-08-873268-8     |                    |
| - Игра 140: «Решение» - Игра 141: «Матч после возвращения» - Игра 142: «Наперегонки» - Игра 143: «Переполох в мире го» - Игра 144: «Наконец-то этот день настал» - Игра 145: «Хикару против Акиры» - Игра 146: «Го Хикару» - Игра 147: «Только я знаю» - Игра 148: «Ностальгическая Улыбка» |                                                |                                        |                    |
| 18. | Короткие истории                               | 2 августа 2002 ISBN 978-4-08-873289-3  |                    |
| - История 1: «Тоя Акира» - История 2: «Кага Тэцуо» - История 3: «Насэ Асуми» - История 4: «Митани Юки» - История 5: «Курата Ацуси» - История 6: «Тысячелетний Путешественник» |                                                |                                        |                    |
| Первая история Тоя Акиры до его встречи с Синдо Хикару. Все советуют Акире поскорее становиться профи, но он пока колеблется. Асивара предполагает, что Акире не хватает соперника его возраста. Однажды в клуб го приходит победитель детского турнира Мэйдзина, Исобэ Хидэки, приходит специально, чтобы победить Акиру. Акира соглашается сыграть с ним, но, когда после проигрыша мальчик убегает, Акира уже не помнит, с кем играл только что. На следующий день после похвалы отца, Акира думает, что ему, наверное, действительно пора становиться профи, и тут в клуб приходит Синдо Хикару. Акира, конечно же, соглашается с ним сыграть. Вторая история о том, как Кага пришел в школе Хадзэ. Проходя мимо школьного го клуба, когда там были Койкэ и двое новичков, один из которых состоял в клубе сёги, он решил выдать себя за Цуцуи. Поспорив с новичками, что, если выиграет у них, они вступят в клуб го. Кага, конечно, выиграл. Таким образом в го клубе появилось еще два члена. Третья — о Насэ, которая после провала экзамена на про, хотела бросить школу инсеев. Но, погуляв с парнем вместо занятий в институте, передумала. Четвертая история о том, почему Митани начал жульничать в го клубах и как хозяин клуба пригласил мошенника, чтобы наказать его. Пятая история рассказывает еще о школьных годах Курата Ацуси до того как он увлекся го, когда он еще интересовался скачками, угадывая фаворитов и как учитель, узнавший об этом хотел разбогатеть на этом. И, наконец, история о Сае еще до того трагического случая, приведшего к его смерти. |                                                |                                        |                    |
| 19. | Сильнейший Первый Дан в истории!               | 4 октября 2002 ISBN 978-4-08-873332-6  |                    |
| - Игра 149: «Сильнейший Первый Дан в истории» - Игра 150: «Новый Этап» - Игра 151: «Я Тоже!» - Игра 152: «Противник — 7-й Дан» - Игра 153: «Шаг Вперед» - Игра 154: «Появление Уешимы» - Игра 155: «Не Явившаяся Пара» - Игра 156: «Хикару против Кадоваки» |                                                |                                        |                    |
| Хикару и Тоя встречаются в го салоне и как обычно ссорятся, разойдясь во мнении. На следующий день у Синдо игра. Во время перерыва его соперник Кавасаки 3-й дан спрашивает Вая почему такой сильный игрок все еще первый дан. Вая рассказывает ему о пропусках Синдо и что из-за недостатка очков ему еще придется побыть первым даном какое-то время. Кавасаки называет Синдо сильнейшим первым даном в истории. В перерыве Хикару покупает веер, очень похожий на веер Сая. Декабрь. Тоя играет с Итирю и выигрывает. Синдо приходит посмотреть на его игру. А в это время в самолёте, возвращаясь из Кореи, где Курата проиграл Ан Тэсину, журналист Косэмура обсуждает с коллегой будущий турнир Полярной Звезды. Разговор заходит о Соёне и о Синдо как о возможных участниках. Переводчик вспоминает, что Соён спрашивал о Синдо. В Японии после очередной игры Синдо, к нему подходит Косэмура и спрашивает, знаком ли он с Соёном, а также рассказывает о турнире между Японией, Китаем и Кореей. Позже этот турнир Синдо обсуждает с Вая и Исуми, а потом и в салоне го Тои, после разбора одной из игр Хикару на этой неделе, разговор заходит о турнире Полярной Звезды. Тоя говорит Хикару, что он уже выбран как участник. Синдо встает и уходит, сказав, что не вернется до тех пор пока не пройдет отборочные игры в апреле и он не присоединится к Тое как участник команды Японии, а это четыре месяца. В отсутствие Хикару Тоя редко появляется в салоне го, начав изучать корейский и китайский языки. А Хикару, наконец, переходит во второй отборочный тур на титул и начинает играть с высокими данами. И первым противником Синдо становится Гокисо 7-й дан, который продавал фальшивые гобаны на фестивале и которого обыграл Сай. Гокисо поражен, увидев Хикару, также и Хикару не очень рад видеть Гокисо. Во время игры оба обменивались колкостями, но Хикару все равно выигрывает. А в школе Хадзэ все упорно готовятся к вступительным экзаменам в старшую школу. Канэко помогает Митани, а Акари ходит на подготовительные. Вскоре у Исуми происходит игра новых первых данов против Кувабары Хонъимбо. По дороге на его игру Хикару встречает Кадоваки и предлагает ему сыграть партию. В это же время Вая, Хонда и Очи, смотря игру Исуми, обсуждают отсутствие Синдо и Кадоваки и гадают не были ли они знакомы и не ему ли Кадоваки проиграл год назад. |                                                |                                        |                    |
| 20. | Ясиро против Хикару                            | 6 января 2003 ISBN 978-4-08-873365-4   |                    |
| - Игра 157: «Память» - Игра 158: «Первый ход — Тэнгэн» - Игра 159: «Кансайский Институт Го» - Игра 160: «Миг неуверенности» - Игра 161: «Молодые Львы» - Игра 162: «Выпускной» - Игра 163: «И в Команде Будут?..» - Игра 164: «Ясиро против Хикару» - Игра 165: «Второй ход — Тэнгэн» |                                                |                                        |                    |
| Хикару выигравает у Кадоваки и спрашивает, что он думает о его игре. Тот говорит, что кажется, будто раньше Синдо был сильнее. Хикару соглашается. Исуми выигрывает у Кувабары шесть моку. Дома у своего учителя Хонда встречает выпускника Кансайского института го на три года его младше - Ясиро Киёхару. Во время игры Ясиро первым ходом ходит тэнгэн и Хонда проигрывает. Он настолько расстроен, что просмотрев все игры, где первым ходом был тэнгэн, на следующий день в первом туре отборочных сам использовал этот ход в игре с Хикару. Но снова проиграл. В Кансайском институте все, а особенно его учитель не сомневаются в победе Ясиро Киёхару на отборочных и на самом Кубке Полярной звезды. И вот настает день, когда Хикару играет против своего учителя Мориситы 9-й дан в играх за титул Хонъимбо, и в это же время начинается игра Огаты 10-й дан и Тоя Акиры в пятом туре лиги Хонъимбо за титул. Для обоих, и для Хикару и для Акиры, это не простые матчи, но оба настроены на победу. В перерыве Морисита признался, что Синдо лучший из его студентов и, возможно даже сильнее его, но он не играл с ним в официальных играх, поэтому и проиграет. Так и случилось, и Хикару, и Акира недооценили своих противников, поэтому проиграли оба. Но в отличие от Морисита, который похвалил Хикару и объяснил причину его поражения, Огата 10-й дан Госэй сказал Акире, что он все равно позади него. А в Корее Хон Соён и Ко Юнха обсуждают партию Юнха и Тои Мэйдзина днем ранее. Разговор заходит о Кубке Полярной звезды и об Акире с Хикару. Соён хочет еще раз сыграть с Хикару и победить, а Юнха хочет сыграть с Акирой. В клубе го Акира говорит, что будет жить один, потом разговор заходит про скорый выпускной. Тоя на него не идет, у него в тот день игра против Серизавы 9-й дан, которую он проигрывает. А вот Хикару на выпускном в школе был и даже пообещал Акари приходить к ней в новую школу в клуб го и учить их, когда у него не будет игр. Исуми, Кадоваки и Хонда получают сертификаты новых первых данов. Наконец, настал финал отборочных в команду Японии. Первую игру Синдо, Вая, Оти и Ясиро выиграли. После обеда начинается последний тур отборочных: Вая против Оти и Синдо против Ясиро. Ясиро ходит первым ходом 5-5, тогда Хикару ходит вторым ходом тэнгэн. Наблюдавшие за игрой, так же как и Ясиро, были поражены. Тогда Ясиро опять походил 5-5. Игра получилась настолько увлекательной, что наблюдавшие ушли в другую комнату, чтобы иметь возможность обсуждать игру. Периодически кто-то ходит узнать последующее развитие партии. Как раз в это время приходят Тоя Акира и Курата узнать кто же будет в команде. Курата говорит Тое, будет менеджером японской команды, так как Ан Тай Син будет менеджером корейской команды. |                                                |                                        |                    |
| 21. | Большие надежды                                | 4 апреля 2003 ISBN 978-4-08-873408-8   |                    |
| - Игра 166: «Поражение Ясиро» - Игра 167: «Молодняк» - Игра 168: «За месяц до Кубка» - Игра 169: «Груз Ожиданий» - Игра 170: «Корейская Ассоциация Игроков» - Игра 171: «Доказательство Жизни» - Игра 172: «Дома у Тои» - Игра 173: «За Первой Доской — Тоя» - Игра 174: «Участники Кубка Собираются» |                                                |                                        |                    |
| Тоя и Курата присоединились к обсуждению игры Ясиро и Синдо. Все наблюдающие уже предвидели победу Хикару и жалели, что победить не могут оба. Оти тоже был поражен настолько, что после ожидаемой победы Синдо попросил, чтобы ему позволили сыграть с Ясиро за квалификацию на Кубок Северной Звезды. Организатор игр Кубка Тагари-сан разрешил провести дополнительный матч, который провели на следующий же день. Ясиро победил. И командой Японии стали Тоя Акира, Синдо Хикару и Ясиро Киёхару. Вскоре Хикиру и Акира опять встречаются в клубе го Тои. После обычной для них ссоры, разговор заходит о Боге го и возможном сопернике для него. До начала турнира еще целый месяц. В мире го все обсуждают не только сам турнир Кубка, но и неожиданное участие Тои Коё в Корейском турнире непрофессионалов и турнире Самсунга, а также в Китайской лиге. Синдо навещает клуб го, куда раньше ходил тренироваться. После отъезда родителей в Китай, Тоя опять будет жить один. Вая устраивает дружеский турнир для друзей - бывших инсеев, а также приглашает Саеки и Кадоваки. В Корее Косемура из Японского еженедельника го навещает Корейскую ассоциацию и встречается с одним из участников Кубка Ко Юнха. Но так как Косэмура пришел на день раньше, у Корейской ассоциации не нашлось нормального переводчика. Произошло недопонимание. Косемура, решив что Юнха оскорбил Сюсаку, был возмущён. А в это время после окончания очередной игры в ассоциации Синдо договаривается с Тоей, чтобы им вместе с Ясиро встретится за три дня до Кубка, чтобы потренироваться. Итак как Тоя живет один, он приглашает их это время пожить у него. Тоя Коё в разговоре с Со Чанваном упоминает, что больше всего на свете стремится снова сыграть с одним человеком. Вернувшись в Японию, Косемура случайно встречает Синдо в ассоциации и все еще под впечатлением от разговора с Юнха рассказывает все Синдо, требуя от него только победы. За три дня до Кубка Хикару, Акира и Ясиро собираются в доме Тои. До прихода Кураты утром, ребята целую ночь играют в быстрый го по 10 секунд. Когда приходит Курата, они садятся играть партии по полтора часа: Курата и Ясиро, Тоя и Хикару. Перед игрой Курата сказал, что порядок досок распределяет капитан, и на первой доске будет играть Тоя как самый опытный и сильный. А после игры Тои и Синдо, определил Синдо на вторую доску, хотя Хикару просил поставить его на первую против Кореи. На следующий день команда Японии принялись разбирать кифу игр команд Кореи и Китая. А еще через день настал день открытия Кубка, когда собираются все члены турнира. Приехав в отель, где будет проводиться турнир, Синдо встречает Хон Соёна и Ко Юнха.                                                                                      |                                                |                                        |                    |
| 22. | Китай против Японии                            | 4 июня 2003 ISBN 978-4-08-873432-3     |                    |
| - Игра 175: «Соён и Юнха» - Игра 176: «Вызов» - Игра 177: «Играть на первой доске!» - Игра 178: «Китай — Япония (1)» - Игра 179: «Китай — Япония (2)» - Игра 180: «Китай — Япония (3)» - Игра 181: «Китай — Япония (4)» - Игра 182: «Разбить Ко Юнха!» - Игра 183: «Главный вопрос» |                                                |                                        |                    |
| Синдо и Соён договариваются о матче на следующий день после окончания турнира. Также Соён пообещал выяснить у Юнха насчет слов о Сюсаку. Как он и думал, это оказалось недоразумением, но Юнха не решил не объяснять все Синдо, сказав, что так интереснее. Вскоре начинается церемония открытия Кубка. Сначала несколько слов сказали капитаны, каждый из которых прочил победу своей команде, а потом слово взяли игроки первых досок. Юнха не упустил случая подразнить Синдо и сказать несколько неласковых слов о Сюсаку. После такого заявления Синдо был еще больше возмущен и потребовал у Кураты поставить его на первую доску, против Юнха. Курата сказал, что так и сделает, но только в том случае, если Синдо хорошо сыграет против Китая. На следующий день начались игры — Китай против Японии. Игры будут освещаться не только по телевидению, но и в интернете. Синдо и Ясиро немного растерялись. Синдо начал игру неудачно, зато Тоя был на высоте. Капитаны команд и не играющие игроки обсуждают партии в отдельной комнате. Их восхищает уровень игры Акиры. Даже Ясиро играет лучше, чем ожидалось, а вот Хикару разочаровывает. Особенно Курата жалеет о провале своего «гениального» плана. Позиция на доске и самому Синдо казалась безнадежной, но, вспомнив Сая, Хикару решает собраться и повернуть ход игры. Ему это удается, но несмотря на быстро сокращающийся разрыв, Синдо все равно отстает. А в это время Ясиро заканчивает игру проигрышем, а Тоя выигрывает 2,5 моку. В конце-концов Синдо все равно проигрывает 1,5 моку. Все восхищены погоней Синдо, и тут Юнха показывает ход, сделав который, Хикару мог бы выиграть полмоку. Он чувствует своё превосходство. Курата говорит Хикару, что он будет играть на первой доске против Ко Юнха. Китай проигрывает Корее все три партии. Ян Хай говорит, что их команда будет завтра болеть за Японию. Тоя говорит Хикару, что раз Синдо занимает его место на первой доске, то он не позволит ему сыграть плохо. 5 мая - последний день турнира. Все зрители, которые специально пришли на матч Тои против Юнха, поражены и возмущены порядком игроков Японии. Перед началом матча Юнха спрашивает Синдо, что значит для него Сюсаку? Все ждут, что ответит Хикару, но он не успевает ответить, так как их зовут занять свои места. |                                                |                                        |                    |
| 23. | Конец Игры                                     | 4 сентября 2003 ISBN 978-4-08-873504-7 |                    |
| - Игра 184: «Япония — Корея (1)» - Игра 185: «Япония — Корея (2)» - Игра 186: «Япония — Корея (3)» - Игра 187: «Япония — Корея (4)» - Игра 188: «Конец Игры» - Игра 189: «Зову Тебя» - История 1. Мини-Артбук - История 2. Фудзивара но Сай против Тоя Акиры - История 3. Сёдзи и Ока |                                                |                                        |                    |